# I Walk This Road Alone (album)
Album được thu khi ban nhạc đi lưu diễn tại: Hong Kong, Đài Loan, Thái Lan và Singapore vào năm 2007.

## Danh sách track
1. "It's Only Love"
2. "Trafic And Stars"
3. "I Walk This Road Alone"
4. "Salvation (Live)"
5. "Sweetest Surprise"
6. "Strange Foreign Beauty (Live)"
7. "Complicated Heart (Live)"
8. "Take Me To Your Heart (Live)"
9. "The Actor (Live)"
10. "Paint My Love (Live)"
11. "Naked Like The Moon (Live)"
12. "Out Of The Blue (Live)"
13. "Sleeping Child (Live)"
14. "Final Destination (Live)"
15. "25 Minutes (Live)"
16. "Angel Eyes (Live)"
17. "Wild Women (Live)"
18. "That_s Why (You Go Away) (Live)"